# Clossiana takamukuella
Clossiana takamukuella är en fjärilsart som beskrevs av Matsumura 1929. Clossiana takamukuella ingår i släktet Clossiana och familjen praktfjärilar. Inga underarter finns listade i Catalogue of Life.